# 沙頭角支線
沙頭角支線（英語：Sha Tau Kok Branch；1912年4月1日－1928年4月1日）是九廣鐵路於香港新界北區的一條已經廢止的鐵路線，由今日的粉嶺站通往沙頭角。支線於1912年開通，但客量在沙頭角公路於1927年開通後大幅下跌，終於在1928年廢止，僅營運了16年。此線為寬610毫米的窄軌鐵路，全線為單線，由始至終都以蒸汽機車行駛。

## 歷史
於1911年初，當時的北約理民府建議修築鐵路連接沙頭角。政府採納建議，並於1911年4月開始動工，並使用九廣鐵路英段（今港鐵東鐵綫）改用標準軌後從該線中拆出來的窄軌鐵路物料修建本支線。由於當時鐵路所在沒有道路可達，因此材料都是用牛車和人力運送，並搬遷多個墳墓。建築工程於同年12月便完成，1911年12月21日，粉嶺至石涌凹一段首先通車，到1912年4月1日全線通車。
支線設有五個車站，包括粉嶺、洪嶺、禾坑、石涌凹及位於邊境車坪街的沙頭角。全程以單軌鋪設，另在1.5英里及4英里設側線供讓車用，並在禾坑站設掉頭路軌。
通車初期每日只有四班列車，配合九廣鐵路主線的時間表行駛，列車上設有售票員。因為設備和線型比較低規格關係，走畢全程需要55分鐘。除了客運，支線也兼辦貨運，主要是運送磚和煤。
通車時全程票價為2角（每人每站5仙），通車初期支線並不太受歡迎，故此年乘客只有42,940人次。路軌旁種了很多紫色花木，都會被支線機車噴出來的煙屎熏黑。一到佳節，會有很多人乘搭此線，到沙頭角購物，而每當羅湖有跑馬，洋人會乘搭此線，到粉嶺轉車去羅湖，後來於1914年增設頭等車卡，並於1915年有新的票務安排後，乘客才增至67,608多人次，支線並首次出現盈利。於全盛時期的1919年，乘客更有82,505人次。由於車速不高，乘客上落車可以隨叫隨停。
香港政府在1924年落實興建沙頭角公路，並於1927年通車，導致支線的營運大受影響，該年乘客量跌至只有27,699人次。當局認為支線已沒有營運價值，最終決定於1928年4月1日停駛，而當年只有5,933人次乘搭支線，停駛後全線拆卸。部份鐵路及車站包括洪嶺站，則保留至今。

## 設備
支線的路軌和枕木等都是從九鐵英段工程拆出來的窄軌物料，規格較低。而線型彎多路急，因此速度不高。支線於禾坑站和石涌凹站都設有側線供掉頭之用。此外亦有兩條貨運支線。
營運時使用兩台窄軌W.G. Bagnall 0-4-4T蒸氣機車拖行。而客車車身由紅磡工場內的小型車卡改裝而成，初時並沒有頂蓋，乘客都要受日曬雨淋之苦，後來才加上帆布頂蓋。

## 遺蹟

### 車站

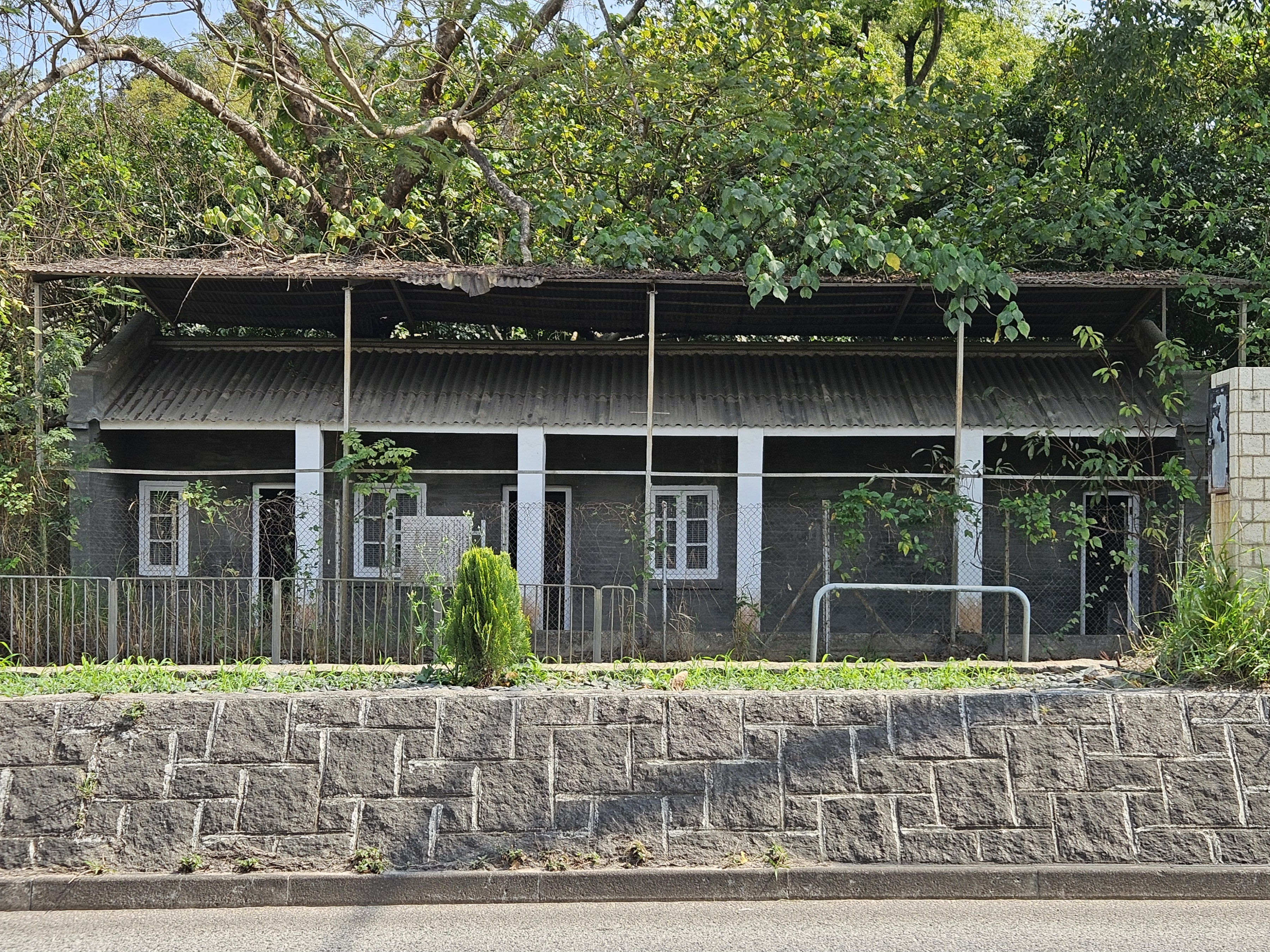
洪嶺站

由於時代久遠，因此沙頭角支線的遺蹟大都已經不可考。支線唯一尚存的建築物是洪嶺站（孔嶺站），現在仍可沿沙頭角公路近坪輋路的孔嶺找到。該站曾經被塞滿建築廢料，現在已經被翻新，在柱上了一層白色油漆及被圍欄封着，有傳聞不拆洪嶺站，是因為同鬼怪作祟有關。

### 路軌
沿沙頭角公路（禁區範圍）不時會見到一些鐵軌和鐵軌路基，最長的一段可於塘肚村的農田和民居間找到。
支線清拆時，沙頭角居民利用棄置的舊火車路軌邊的電報杆改為電線桿，並一直使用至今，在中英街和車坪街仍能清楚地見到現存的舊火車軌電報杆改造成的電線桿。
亦有一段路軌獲存放在沙頭角農莊（即舊石涌凹站所在）內做展覽用，但大部份路軌在當年陸陸續續已被當成建築廢料賣往各地。

### 機車
支線使用兩輛英國W.G.Bagnall製造的0-4-4T蒸氣機車行走，路線於1928年停駛後，兩輛機車在1933年被賣給菲律賓西內格羅省的甘蔗園作為農業運輸用途，直至1995年被九鐵購回。九鐵將其中一輛機車修復至1920年代的原貌後，於1997年陳列在香港鐵路博物館作靜態展示。另一輛原本計劃修復到可行駛狀態，並配屬到何東樓維修中心，後來則打算在大埔墟站翻新工程完成後在該處展出；但由於兩鐵合併的關係，九鐵最後將之捐贈給位於英國威爾斯的萊多爾谷鐵路作為展品。

## 車站
粉沙支線沙頭角總站現時位置在沙頭角禁區裡面的車坪街，總站已無痕跡但舊路牌"Car Park ST."仍在牆上